# Кубок Мальти з футболу 2013—2014
Кубок Мальти з футболу 2013–2014 — 76-й розіграш кубкового футбольного турніру на Мальті. Титул здобула Валетта.

## Календар
| Раунд            | Дата                 | Матчі | Клуби   |
| ---------------- | -------------------- | ----- | ------- |
| Попередній раунд | 1 вересня 2013       | 1     | 65 → 64 |
| Перший раунд     | 4-8 вересня 2013     | 12    | 64 → 52 |
| Другий раунд     | 25–27 жовтня 2013    | 20    | 52 → 32 |
| 1/16 фіналу      | 24-27 листопада 2013 | 16    | 32 → 16 |
| 1/8 фіналу       | 19–22 січня 2014     | 8     | 16 → 8  |
| 1/4 фіналу       | 15–16 лютого 2014    | 4     | 8 → 4   |
| Півфінали        | 19 березня 2014      | 2     | 4 → 2   |
| Фінал            | 1 травня 2014        | 1     | 2 → 1   |

## Регламент
Відповідно до формату змагань клуби Прем'єр-ліги стартують з 1/16 фіналу, у перших двох раундах грають клуби 2 - 4 дивізіонів.

## 1/16 фіналу
| Команда 1          | Рахунок | Команда 2                |
| ------------------ | ------- | ------------------------ |
| 24 листопада 2013  |         |                          |
| Пембрук Атлета (3) | 0:1     | Гзіра Юнайтед (2)        |
| Сідзіві (3)        | 0:6     | Сент-Георгес (2)         |
| Сент-Ендрюс (2)    | 2:1     | Сан-Джуанн (3)           |
| П'єта Готспурс (2) | 1:0     | Мкабба (3)               |
| 26 листопада 2013  |         |                          |
| Бірзеббуджа (2)    | 2:5     | Бальцан                  |
| Нашшар             | 3:0     | Гуджа Юнайтед (2)        |
| Мдіна Кнайтс (3)   | 1:5     | Керчем Аякс (1-G)        |
| Біркіркара         | 4:1     | Вітторіоса Старс         |
| Гіберніанс         | 6:1     | Сенглі Атлетік (3)       |
| Сіренс (4)         | 1:3     | Рабат Аякс               |
| 27 листопада 2013  |         |                          |
| Мелліха (3)        | 0:1     | Таршіен Райнбоус         |
| Меліта (2)         | 1:3     | Валетта                  |
| Флоріана           | 4:1     | Вікторія Готспурс (1-G)  |
| Сліма Вондерерс    | 3:1     | Зеббудж Рейнджерс (2)    |
| Лія Атлетік (2)    | 1:2     | Моста                    |
| Кормі              | 1:0 дч  | Вікторія Вондерерс (1-G) |

## 1/8 фіналу
| Команда 1         | Рахунок         | Команда 2          |
| ----------------- | --------------- | ------------------ |
| 19 січня 2014     |                 |                    |
| Гзіра Юнайтед (2) | 2:1             | Сент-Георгес (2)   |
| 21 січня 2014     |                 |                    |
| Сент-Ендрюс (2)   | 0:4             | Біркіркара         |
| Кормі             | 0:0 дч пен. 6:5 | Таршіен Райнбоус   |
| 22 січня 2014     |                 |                    |
| Керчем Аякс (1-G) | 1:5             | Рабат Аякс         |
| Гіберніанс        | 0:1             | П'єта Готспурс (2) |
| Сліма Вондерерс   | 1:1 дч пен. 8:7 | Бальцан            |
| Флоріана          | 0:1             | Нашшар             |
| Валетта           | 3:0             | Моста              |

## 1/4 фіналу
| Команда 1         | Рахунок | Команда 2          |
| ----------------- | ------- | ------------------ |
| 15 лютого 2014    |         |                    |
| Нашшар            | 0:1     | Валетта            |
| Кормі             | 3:1     | Біркіркара         |
| 16 лютого 2014    |         |                    |
| Гзіра Юнайтед (2) | 2:1     | Рабат Аякс         |
| Сліма Вондерерс   | 2:0     | П'єта Готспурс (2) |

## Півфінали
| Команда 1         | Рахунок | Команда 2 |
| ----------------- | ------- | --------- |
| 19 березня 2014   |         |           |
| Гзіра Юнайтед (2) | 0:2     | Валетта   |
| Сліма Вондерерс   | 1:0     | Кормі     |

## Фінал
| 1 травня 2014 18:00 (EEST) |

| Валетта         | 1:0      | Сліма Вондерерс |
| --------------- | -------- | --------------- |
| Елфорд-Аллію 2' | Протокол |                 |

| Національний стадіон, Та-Калі Арбітр: Клейтон Пісані |